# 包蒂斯塔·萨韦德拉
包蒂斯塔·萨韦德拉·马列亚（西班牙語：Bautista Saavedra Mallea，1870年8月30日—1939年5月1日）是玻利維亞政治人物，1920年發動政變推翻何塞·古铁雷斯·格拉，擔任玻利維亞總統至1925年。